# Marseillan (Hérault)
Marseillan è un comune francese di 7 936 abitanti situato nel dipartimento dell'Hérault nella regione dell'Occitania.

## Società

### Evoluzione demografica
Abitanti censiti